# David May
David May (født 24. juni 1970) er en pensioneret engelsk fodboldspiller. Han var for det meste central back, men nogle gange spillede han også som højre back.

## Karriere
Han blev født i Oldham, Greater Manchester, hvor han startede sin karriere i Blackburn Rovers på reserveholdet, før han rykkede op på førsteholdet. Han spillede over 100 kampe for klubben og var en del af Blackburn-holdet, der rykkede op i FA Premier League i 1992 og sluttede på andenpladsen efter Manchester United i 1993-94-sæsonen.
I juli 1994 købte Manchester United May for 1,2 millioner pund, da han tilsyneladende var utilfreds i Blackburn i sine sidste måneder på grund af en konflikt omkring kontraktforhandlingerne. Manchester Uniteds træner Alex Ferguson havde søgt efter en forsvarer til at tilslutte sig truppen og specielt en englænder, som ikke ville blive berørt af udenlandske spillere i europæiske konkurrencer, som fandt sted den gang. Førstevalget til højre back var Paul Parker, men på grund af skader, betød det at May ofte blev brugt som højre back i sin første sæson, og sjældent spillede han på sin foretrukne position i centralforsvaret, på grund af det stærke partnerskab mellem Steve Bruce og Gary Pallister. Som en ulempe for May, havde Gary Neville vist sig at være det nye førstevalg på højre back-positionen i slutningen af sæsonen. Manchester United sluttede sæsonen på en andenplads lige efter Mays gamle klub Blackburn Rovers.
May formåede endelig at etablere sigselv på holdet i slutningen af 1995-96 season, og han scorede sit første mål i den sidste kamp på sæsonen mod Middlesbrough. 3-0-sejren gjorde at Manchester United vandt mesterskabet. Han var også med i startopstillingen i FA Cup 1996-finale-sejren over Liverpool i stedet for Steve Bruce (der gik glip af en plads på holdet i finalen).
Bruce tog til Birmingham City kort tid efter, og May blev en fast mand I startopstillingene i 1996-97-sæsonen, hvor han spillede over 40 kampe. Hans indsatser var vigtige, da United endnu en gang vandt mesterskabet. Holdet nåede også til semifinalen i UEFA Champions League efter en mindeværdig 4-0-sejr over Porto i kvartfinalen, hvor May scorede det første mål. Hans indsats gjorde at han blev udtaget til Englands fodboldlandshold, men han spillede aldrig en kamp.
Skader holdt May ude det meste af tiden de næste par sæsoner. Købene af Henning Berg og Jaap Stam samt fremkomsten af Wes Brown formindskede hans chancer fremover, og han spillede kun meget få kampe for førsteholdet. Hen mod slutningen af den Treble-vindende 1998-99-sæsonen, spillede May nogle kampe for førsteholdet, da Ferguson roterede rundt på spillere i truppen til at klare de mange kampe og de gode resultater. Han var også med i startopstillingen i FA Cup-finalen 1999, da Stam skulle hviles efter UEFA Champions League finalen 1999 mod Bayern München. May var med på bænken i den kamp. May blev noget af en helt blandt Old Traffords tilskuere, på grund af den måde han fejrede mål på, trods at han havde meget lidt at byde på gennem sin tid. En populær sang der blev sunget var: "David May, superstar! Got more medals than Shearer!"
Den efterfølgende sæson blev May lånt ud til Huddersfield Town til at hjælpe sin gamle holdkammerat Steve Bruce, da han var blevet træner for klubben. I den første kamp han spillede for klubben, pådrog han sig en skade, og det resulterede i, at han måtte tilbage til behandling på Old Trafford, hvor han blev indtil 2003, men han sad dog ofte på sidelinjen og kiggede på med skader, og ellers spillede han hovedsageligt for reserveholdet. I Mays sidste fire sæsoner med United, spillede han kun 12 kampe i alt for klubben.
Da hans kontrakt endte i 2003, blev May sat gratis på transfermarkedet og blev opsnappet af Burnley-manageren Stan Ternent, en gammel ven af Ferguson, med henblik på at styrke sit utætte forsvar. Han var anfører for Burnley-truppen gennem 2003-04-sæsonen og ydede et væsentligt bidrag til holdet. Hans manglende tempo kostede ham en kontrakt på ikke længere end 12 måneder – for eksempel blev han i en udekamp mod Coventry City let tørret af Julian Joachim, på trods af en god start.
Efter et års ophold i Burnely, spillede May på amatørniveau for Bacup Borough i et år, og til sidst blev han pensioneret for arbejde i en vinindustri, hvor de importerede sydafrikanske vine.
Han startede også med at spille golf, men ikke fuldtid,
He also went on to play golf, but not full time, og han blev en af de sjældne venstrehåndede golfspillere. Han fik senere igen et job som en der importerede sydafrikanske vine.
I 2007 kom han på 43. pladsen i The Times afstemning om "De 50 Værste Fodboldspillere (der har spillet i Premiership)."
May arbejder nu som vært på MUTV, Manchester Uniteds fjernsynsstation.